# Juan Ríos Cantú
Juan Ríos Cantú (ur. 13 listopada 1972 w Reynosie, w stanie Tamaulipas) – meksykański aktor filmowy, telewizyjny i teatralny, także reżyser i producent.

## Życiorys
W latach 1994–1996 studiował w Centro de Educación Artística de Televisa w Monterrey. W 1999 ukończył Taller de Actuación para Cine pod kierunkiem Jorge Zepedy. W 2001 uczęszczał do Seminario de Teatro Contemporáneo prowadzone przez Rogelio Luévana. Karierę na małym ekranie zapoczątkował udziałem w telenoweli Esmeralda (1997).
Pojawiał się także w reklamach: Eres Novia, Skycard, Cerveza Modelo, Prodigy Internet, Head & Shoulders, Sprite, Raleigh, Pepsi, Chevrolet, Cervecería Cuahtémoc i Sony.
Występował w spektaklach: Ante varias esfinges (1996), JOE, la historia de un hombre al que le cambiaron el nombre w Muestra Nacional de Teatro (1997), Susurros de inmortalidad (1998), El villano en su rincón (1998), Triste golondrina macho (2000/2001), Pazword (2001/2002), El canto del Dime Dime (2002), Todos tenemos problemas (sexuales) (2003), Generación Atari (2004), El Ornitorrinco (2004) i Cuando el río sueña (2008). Sprawdził się także jako reżyser przedstawień, w tym Dziobak (El ornitorrinco, 2001) i Urocze dzieciaki (Niños lindos, 2019), sztuki mającej na celu promowanie szacunku dla homoseksualizmu.

## Życie prywatne
W czerwcu 2020 za pośrednictwem Facebooka dokonał coming outu, publicznie ujawniając się jako gej, który od 2008 jest w związku z Pablo Montemayorem.

## Filmografia

### filmy
- 1997: La taza de café
- 1998: Me quedé viuda muy pronto
- 1999: La mano
- 1999: Klinika pod palmami (Clínica bajo las palmeras)
- 2000: El segundo aire
- 2002: Tú mataste a Tarantino
- 2002: Los tres reyes
- 2002: El tigre de Santa Julia
- 2003: Puerto Vallarta Squezze jako inspektor

### filmy wideo
- 1999: Buenas noches Don David
- 2000: ¿Alguien vio a Lola?

### produkcje telewizyjne
- 1997: Esmeralda jako Claudio
- 1998: Trzy kobiety (Tres mujeres) jako El Carita
- 1998: Detrás de la aventura
- 1999-2000: Ramona jako El Norteño
- 2000-2001: El derecho de nacer
- 2003: Ladrón de Corazones (Telemundo)